# Jānis Bebris
Jānis Bebris (Riga, 28 luglio 1917 – 2 maggio 1969) è stato un calciatore lettone, di ruolo portiere.

## Carriera

### Club
Dopo aver cominciato la carriera nell'Union Riga, è passato al Riga Vanderer, successivamente divenuto Rigas Vilki: con questa squadra si è ritagliato un posto in nazionale.
Dopo la fine della seconda guerra mondiale ha giocato in Germania con lo Schwaben Augsburg e in Francia con lo Strasburgo.

### Nazionale
Totalizzò 21 presenze in nazionale, subendo 32 gol e dando il suo contributo alla vittoria di due Coppe del Baltico. Ha disputato il suo primo incontro in nazionale il 21 agosto 1935 nella gara di Coppa del Baltico contro la Lituania.
Ha preso parte allo storico ultimo incontro della sua nazionale nel 1940, prima della perdita dell'indipendenza.

## Statistiche

### Cronologia presenze e reti in nazionale
| Cronologia completa delle presenze e delle reti in nazionale ― Lettonia | Cronologia completa delle presenze e delle reti in nazionale ― Lettonia | Cronologia completa delle presenze e delle reti in nazionale ― Lettonia | Cronologia completa delle presenze e delle reti in nazionale ― Lettonia | Cronologia completa delle presenze e delle reti in nazionale ― Lettonia | Cronologia completa delle presenze e delle reti in nazionale ― Lettonia | Cronologia completa delle presenze e delle reti in nazionale ― Lettonia | Cronologia completa delle presenze e delle reti in nazionale ― Lettonia |
| Data                                                                    | Città                                                                   | In casa                                                                 | Risultato                                                               | Ospiti                                                                  | Competizione                                                            | Reti                                                                    | Note                                                                    |
| ----------------------------------------------------------------------- | ----------------------------------------------------------------------- | ----------------------------------------------------------------------- | ----------------------------------------------------------------------- | ----------------------------------------------------------------------- | ----------------------------------------------------------------------- | ----------------------------------------------------------------------- | ----------------------------------------------------------------------- |
| 21-8-1935                                                               | Tallinn                                                                 | Lettonia                                                                | 2 – 2                                                                   | Lituania                                                                | Coppa del Baltico 1937                                                  | -2                                                                      |                                                                         |
| 25-6-1937                                                               | Riga                                                                    | Lettonia                                                                | 1 – 3                                                                   | Germania                                                                | Amichevole                                                              | -3                                                                      |                                                                         |
| 12-7-1937                                                               | Riga                                                                    | Lettonia                                                                | 0 – 0                                                                   | Romania                                                                 | Amichevole                                                              | -                                                                       |                                                                         |
| 29-7-1937                                                               | Riga                                                                    | Lettonia                                                                | 4 – 2                                                                   | Lituania                                                                | Qual. Mondiali 1938                                                     | -2                                                                      |                                                                         |
| 3-9-1937                                                                | Kaunas                                                                  | Lituania                                                                | 1 – 5                                                                   | Lettonia                                                                | Qual. Mondiali 1938                                                     | -1                                                                      |                                                                         |
| 4-9-1937                                                                | Kaunas                                                                  | Estonia                                                                 | 1 – 1                                                                   | Lettonia                                                                | Coppa del Baltico 1937                                                  | -1                                                                      |                                                                         |
| 5-10-1937                                                               | Vienna                                                                  | Austria                                                                 | 2 – 1                                                                   | Lettonia                                                                | Qual. Mondiali 1938                                                     | -2                                                                      |                                                                         |
| 10-10-1937                                                              | Katowice                                                                | Polonia                                                                 | 2 – 1                                                                   | Lettonia                                                                | Amichevole                                                              | -2                                                                      |                                                                         |
| 17-5-1938                                                               | Riga                                                                    | Lettonia                                                                | 2 – 0                                                                   | Lituania                                                                | Amichevole                                                              | -                                                                       |                                                                         |
| 10-6-1938                                                               | Solna                                                                   | Svezia                                                                  | 3 – 3                                                                   | Lettonia                                                                | Amichevole                                                              | -3                                                                      |                                                                         |
| 27-6-1938                                                               | Riga                                                                    | Lettonia                                                                | 3 – 0                                                                   | Ungheria                                                                | Amichevole                                                              | -                                                                       |                                                                         |
| 20-7-1938                                                               | Tallinn                                                                 | Estonia                                                                 | 0 – 2                                                                   | Lettonia                                                                | Amichevole                                                              | -                                                                       |                                                                         |
| 28-8-1938                                                               | Riga                                                                    | Lettonia                                                                | 2 – 1                                                                   | Cecoslovacchia                                                          | Amichevole                                                              | -1                                                                      |                                                                         |
| 4-9-1938                                                                | Tallinn                                                                 | Lettonia                                                                | 1 – 1                                                                   | Lituania                                                                | Coppa del Baltico 1938                                                  | -1                                                                      |                                                                         |
| 5-9-1938                                                                | Tallinn                                                                 | Estonia                                                                 | 1 – 1                                                                   | Lettonia                                                                | Coppa del Baltico 1938                                                  | -1                                                                      |                                                                         |
| 25-9-1938                                                               | Riga                                                                    | Lettonia                                                                | 2 – 1                                                                   | Polonia                                                                 | Amichevole                                                              | -1                                                                      |                                                                         |
| 18-5-1939                                                               | Bucarest                                                                | Romania                                                                 | 4 – 0                                                                   | Lettonia                                                                | Amichevole                                                              | -4                                                                      |                                                                         |
| 24-5-1939                                                               | Sofia                                                                   | Bulgaria                                                                | 3 – 0                                                                   | Lettonia                                                                | Amichevole                                                              | -3                                                                      |                                                                         |
| 27-7-1939                                                               | Riga                                                                    | Lettonia                                                                | 3 – 3                                                                   | Estonia                                                                 | Amichevole                                                              | -3                                                                      |                                                                         |
| 24-9-1939                                                               | Helsinki                                                                | Finlandia                                                               | 0 – 3                                                                   | Lettonia                                                                | Amichevole                                                              | -                                                                       |                                                                         |
| 18-7-1940                                                               | Tallinn                                                                 | Estonia                                                                 | 2 – 1                                                                   | Lettonia                                                                | Amichevole                                                              | -2                                                                      |                                                                         |
| Totale                                                                  |                                                                         | Presenze                                                                | 21                                                                      |                                                                         | Reti                                                                    | -32                                                                     |                                                                         |

## Palmarès

### Nazionale
- Coppa del Baltico: 2

1936, 1937